# 해남 용일리 용운고분군
해남 용일리 용운고분군(海南 龍日里 龍云古墳群)은 대한민국 전라남도 해남군 북일면 용일리에 있는 고분군이다. 2001년 9월 27일 전라남도의 문화재자료 제232호로 지정되었다.

## 개요
용일리 용운고분군은 성마산(해발 84m)에서 동쪽으로 내려오는 산줄기가 해발 43.3m의 동산을 형성하고 다시 내려가 북서북쪽으로 진행하는데 용운마을로 들어가는 길의 남쪽 구릉상에 위치해 있다.
구릉의 능선상에 2기의 고분이 북서―남동방향으로 55m 정도의 간격을 두고 있다. 고분 주변이 밭으로 개간되면서 분구 끝자락이 상당히 깎여나갔지만 고분의 형태와 규모는 파악할 수 있다. 주민들은 말뫼등이라 부른다.
1호분은 구릉 위쪽에 있는 고분으로 분구의 끝자락은 주변이 밭으로 개간되면서 상당히 깎여나갔다. 특히 북동쪽 부분은 밭둑이 만들어지면서 깊게 파져나갔다. 분구의 평면형태는 원형이며 규모는 직경 19m, 높이 2.5m이고 정상부에는 직경 12m의 평탄부가 형성되어 있다. 그러나 밭으로 개간되면서 구지표가 상당히 깎여나간 것으로 생각되므로 분구의 규모는 이보다 축소될 것으로 추정된다.
2호분은 구릉 아래쪽에 있는 고분으로 구릉 위쪽은 밭으로 개간되면서 분구의 끝자락이 깎여나갔고 아래쪽은 민묘 2기와 이를 두루는 사성이 만들어지면서 상당히 변형되었다. 북동쪽은 밭둑이 형성되면서 깎여나갔다. 고분의 평면형태는 원형이며 규모는 직경 18m, 높이 3m이다. 분정에는 직경 7m 정도의 평탄부가 형성되어 있다.

## 참고 자료
- 해남용일리용운고분군 - 국가유산청 국가유산포털